# 山下毛氈苔
山下毛氈苔（學名：Drosera oreopodion），又稱山下迷你毛氈苔，是毛氈苔屬的一種，原產於澳洲西部與阿什莫尔和卡捷群岛，現已瀕臨絕種，其外形與同屬的刺托茅膏菜相似，主要差異是後者的花為橘色，本種的花則為白色。本種的正模標本於1987年由艾倫·勞瑞在澳洲伯斯郊區的溫貢採集，現藏於伯斯的西澳洲植物標本館。